# Ligament arqué médial
Le ligament arqué médial (ou arcade du psoas) est un ligament pair situé dans la partie postérieure du diaphragme. .

## Structure
Le ligament arqué médial est formé par un épaississement du fascia iliaque.
Il se situe entre le ligament arqué latéral et le ligament arqué médian et passe au-dessus du muscle grand psoas.
Il forme un arc à concavité postérieure entre le corps de la deuxième vertèbre lombaire en dedans et la base du processus costiforme de la première vertèbre lombaire en dehors.
Il reçoit les insertions des faisceaux latéraux de la partie lombaire du diaphragme.
Latéralement se trouve le hiatus des nerfs splanchniques thoraciques laissant le passage pour les nerfs splanchnique imus, grand splanchnique et petit splanchnique.